# Liste des intendants de la généralité de Grenoble
La Généralité de Grenoble est la circonscription des intendants du Dauphiné, leur siège est Grenoble.
Après la réunion du Dauphiné à la couronne, l'administration royale va s'y implanter :
- 1628 : édit de mars 1628 créant la généralité de Grenoble. Les intendant ont un pouvoir limité
- 1630 : premier intendant du Dauphiné
- 1640 : premier intendant de justice, de police et de finances en Dauphiné[1].
- 1648 : pendant la Fronde, le parlement de Paris obtient un édit le 18 juillet 1648 supprimant les intendants (sauf en Bourgogne, Languedoc, Provence, Lyonnais, Picardie et Champagne) qui a été rapidement aboli.
- 1658 : l'intendance de Grenoble est rattachée à celle de Lyon,
- 1679 : l'intendance de Grenoble est reconstituée.

À partir de 1683, les intendants du Dauphiné sont logés dans l'Hôtel de Lesdiguières près des quais de l'Isère.
Les intendants de police, justice et finances sont créés en 1635 par un édit de Louis XIII, à la demande de Richelieu pour mieux contrôler l'administration locale.

## Liste des intendants de la généralité de Grenoble
| Date                       | Nom |
| -------------------------- | --- |
| 1628                       | François Fortia ( -1631) seigneur du Plessis-Fromentières, père de Bernard de Fortia IV, intendant à Poitiers, d'Aunis et de La Rochelle en 1653, intendant du Berry et intendant à Orléans en 1659, intendant d'Auvergne en 1664 conseiller au parlement de Paris en 1619, maître des requêtes en 1626, intendant de la généralité de Guyenne, puis intendant du Dauphiné en 1628, conseiller d'État |
| 1630                       | René de Voyer d'Argenson |
| 1635                       | Jacques Talon conseiller d'État, ancien avocat général au parlement de Paris,commissaire aux montres et revues de troupes de l'armée et des garnisons d'Italie, commissaire extraordinaire des guerres |
| 1638                       | Henri Laisné seigneur de la Marguerie ancien intendant de Rouen, puis intendant de Bourgogne (1651-1654) |
| 1639 - 1640                | Jean de Lauson (ou Lauzon, Lozon, Loison) (1584-16 février 1666) intendant de Provence entre 1637 et 1640), il est nommé aussi intendant à Grenoble en 1639, puis intendant en Guyenne (1641-1648), il est gouverneur de la Nouvelle-France entre 1651 et 1657 |
| 1640                       | Michel Le Tellier seigneur de Chaville, secrétaire d'État en 1643, chancelier de France en 1677 |
| 1640                       | Alexandre de Sève (vers 1605-22 février 1673) seigneur de Chatignonville et de Châtillon-le-Roy, fils de Guillaume de Sève et de Catherine Catin. Il s'est marié en 1635 avec Marie-Marguerite de Rochechouart maître des requêtes ordinaire de l'Hôtel du roi le 1er septembre 1623, secrétaire du Cabinet du roi (1626-1628), conseiller au Grand Conseil, intendant du Dauphiné dès le 24 octobre 1639, conseiller d'État le 4 juin 1643, conseiller d'honneur au parlement en 1653, prévôt des marchands de Paris élu le 16 août 1654 pour 1655-1656, réélu ensuite à trois reprises pour 1657-1658, 1659-1660 et 1661-1662. Il fait réparer le pont de la Tournelle en 1656 et reçoit la reine Christine de Suède le septembre 1656. Il est conseiller au Conseil royal des finances le 15 septembre 1656. |
| 1641                       | Alexandre de Sève avec Henri de Laguette, seigneur de Chazay |
| 1642                       | Henri de Laguette seul |
| 1643 - 1644                | Nicolas Fouquet |
| 1645 - 1647                | Pierre Yvon de Lozières sieur de Lozières conseiller clerc au parlement de Paris, conseiller d'État, intendant en Dauphiné |
| septembre 1647 - août 1648 | Denis de Heere (ou Henri de Hère) ( -1656) seigneur de Vaudois reçu conseiller au parlement de Paris le 28 mai 1627, maître des Requêtes le 28 janvier 1636, intendant de Bourges en 1638, intendant de Tours (1641-1647), puis intendant de Bourgogne en 1650 |
| 1650                       | Jean-Antoine Hervart fils de Barthélemy Hervart |
| 1656                       | Claude Pellot (1619-1683) chevalier, seigneur de Port-David et de Sandars conseiller au parlement de Rouen, entre 1641 et 1648, maître des Requêtes de l'hôtel du roi de 1653 à 1656, intendant de Grenoble en 1656, intendant de Poitiers et intendant de Limoges en 1658 à 1662 auxquelles on ajoute Montauban jusqu'en 1664, intendant de Haute-Guyenne et intendant de Guyenne de 1664 à 1669, puis premier président du parlement de Rouen |
| 1659                       | Joseph-Antoine Le Febvre de La Barre (1622-4 mai 1688) sieur de La Barre, fils d'Antoine Le Fèbvre de la Barre, prévôt des marchands de Paris (1650-1654), grand-père du chevalier de la Barre intendant de Paris pendant la Fronde, maître des requêtes en 1653, puis intendant du Bourbonnais en 1655, intendant du Dauphiné en 1659, intendant d'Auvergne (1660-1661). L'inimité avec le clan Colbert va le priver de ses fonctions administratives. Il est alors capitaine de vaisseau dans la marine royale en 1661, après avoir participé à la reprise de Cayenne avec Alexandre de Prouville de Tracy, lieutenant général de toute l’Amérique française, en 1664, il est nommé lieutenant général de la Guyane vers 1666, revenu à Paris en 1671, il a participé en tant que commandant de navire de l'ecadre de l'amiral d'Estrées à la bataille de Schooneveld. Il est nommé gouverneur général de la Nouvelle-France le 1er mai 1682 où il succède à Louis de Buade, comte de Frontenac. Jugé mauvais administrateur par Louis XIV, il est remplacé à son poste en août 1685 par Jacques-René de Brisay, marquis de Denonville |
| 1660 - 1666                | François Bochart Sarron de Champigny intendant du Lyonnais et de Grenoble |
| 1667 - 1679                | François Dugué de Bagnols ( - 8 décembre 1685) intendant de Lyon et de Grenoble jusqu'en 1679, puis uniquement de Lyon jusqu'en 1682 |
| février 1679 - 1682        | Henri Lambert d'Herbigny marquis de Thibouville puis intendant de Lyon en 1694 |
| 1683 - 1686                | Pierre-Cardin Lebret (1639-25 février 1710) sieur de Flacourt conseiller au Grand Conseil en 1668, maître des requêtes en 1678, intendant à Limoges en 1682, intendant du Lyonnais en 1686, intendant en Provence (1687-1704) et premier président du parlement d'Aix en 1690 |
| 1686 - 1705                | Étienne-Jean Bouchu (23 septembre 1655-27 octobre 1715) marquis de Sancergue et de Lessart, baron de Loisy et de Pont-de-Vesle, fils de Claude Bouchu, intendant de Bourgogne conseiller au parlement de Metz, maître des requêtes en 1685, intendant du Dauphiné et des armées d'Italie, conseiller d'État en 1702 |
| 1706 - 1716                | Nicolas Prosper Bauyn d'Angervilliers intendant à Alençon (1702-1705), puis intendant d'Alsace (1716-1724), intendant de Paris (1724-1728), ensuite ministre de la guerre en 1728 |
| 1716 - 1724                | Charles Boucher d'Orsay (1675-1730) seigneur d'Orsay capitaine au régiment des Gardes-Françaises, conseiller du roi, maître des Requêtes de l'Hôtel du roi, intendant à Limoges en 1711 |
| 1724                       | Gaspard Moïse Augustin de Fontanieu (1693-1767) maître de Requêtes en 1719, premier président du Grand Conseil en 1744, conseiller d'État en 1740 et 1761. Intendant et contrôleur général des meubles de la Couronne (1718-1748) ; membre de la chambre royale (1753-1754) et du bureau du Commerce en 1757 |
| 1740                       | Louis Jean Bertier de Sauvigny (1709-1788) Il a été intendant à Moulins en 1738, et intendant de la généralité de Paris (1744-1776), et premier président du parlement de Paris pendant la « réforme Maupeou » (1771-1774) |
| 1744                       | Pierre Jean François de la Porte (1675-1745) il a été intendant à Moulins en 1740 |
| 1761                       | Christophe Pajot de Marcheval (1724-1792) seigneur de Marcheval, Millançay, Nung et autres lieux maître des Requêtes de l'Hôtel du roi en 1749. Il a été intendant à Limoges en 1757 |
| 1784                       | Gaspard Louis Caze de La Bove (9 mai 1740-22 septembre 1824) baron de la Bove, confirmé baron héréditaire le 29 septembre 1819 avocat du Roi au Châtelet à Paris en 1757, conseiller au Parlement de Paris en 1762, maître des requêtes en 1765. Il a été intendant de Bretagne (1774-1784). Puis membre de la Commission des hôpitaux sous le Directoire, directeur des hôpitaux de la Seine, député de la Seine au Corps législatif (1803-1808), conseiller maître à la Cour des Comptes (1812-1824), conseiller d'État honoraire, chevalier de la Légion d'Honneur en 1810. Son intervention le 10 mai 1788 déclenchera la Journée des Tuiles. |